# 皮詹賈賈拉人
皮詹賈賈拉人（Pitjantjatjara，皮詹賈賈拉語發音：[ˈpɪɟanɟaɟaɾa]）是澳洲中部沙漠地区的一支原住民，使用皮詹賈賈拉語，与鄰近的陽昆賈賈拉人、雅尼亞賈拉人等諸族關係緊密，各族間的语言很大程度互通（皆屬西澳沙漠语群）。
他们自称为阿南古（Aṉangu），即其語言中「人」一詞。皮詹賈賈拉地区大部分位于南澳西北部，其边界北至北领地艾玛迪斯湖南端，西至西澳小部分地区。这片土地是皮詹賈賈拉人維繫自我認同不可分割的重要部分，对原住民而言，每块土地都具有许多故事和意義。
绝大多数原住民放弃了游牧民族的生活模式，但是仍保留了自己的语言文化，尽管来自澳洲主流文化的影响逐年增加。
如今仍有約4000名皮詹賈賈拉人散居在其传统地区的小社区和偏远營區裡。在澳洲政府与原住民签订的土地联合管理协议中，该案例被视为最成功的典范之一。

## “皮詹賈賈拉”的词源
“Pitjantjatjara”一名由動詞詞根pitjantja（意為「去」）加上共格後綴-tjara構成，字面意思為“使用pitjantja表示‘去’的人”。此構詞法亦見於附近的陽昆賈賈拉人（Yankunytjatjara，詞根yankunytja為 pitjantja同義詞），反映西澳沙漠語言通過語言特徵區分族群的傳統。同類構詞還包括以指示代詞為詞根的雅尼亞賈拉人（Ngaanyatjarra，源自ngaanya「這」）與雅賈賈拉人（Ngaatjatjarra，ngaatja同上）。語言學上，皮詹賈賈拉语與陽昆賈賈拉語可歸為「尼亞雅賈賈拉语」（得名自共享詞nyangatja「這」），與前述兩族群形成對照。

### 讀法
日常场合中“Pitjantjatjara”在唸出时一般会省略掉重复的音节“tja”，變成“Pitjantjara”，但在较正式的情境下，所有音节皆不能省略。

## 主要社区
完整名单请参见WARU社区目录
- 南澳
  - “阿南古之地”（Anangu Pitjantjatjara Yankunytjatjara），包括：
    - 普卡賈（Pukatja）
    - 阿马塔（Amata）
    - 卡尔卡（Kalka）
    - 皮帕利亚贾拉（Pipalyatjara）

  - 亚拉塔（Yalata）
  - 橡木谷（Oak Valley）
- 北领地
  - 卡爾圖卡賈拉（Kaltukatjara）
  - 阿雷永加（Areyonga）
  - 穆蒂久盧（Mutitjulu）
- 西澳
  - 溫傑利納（Wingellina）

## 历史
由于猎人和农场主们的蛮橫侵略，陽昆賈賈拉人失去了许多土地。1921年，澳大利亚在南澳的西北部为皮詹賈賈拉人設立了一片面积73000平方公里的广袤家园。
在1920年代以及1956年至1965年发生的久旱迫使许多居住在大维多利亚沙漠和吉布森沙漠的皮詹賈賈拉人撤离自己的家园；为了寻找水源和食物，他们顺着铁路沿线东迁至阿德莱德和爱丽丝泉之间的地区。同时，西面与皮詹賈賈拉人有亲属关系的原住民族雅尼亞賈拉人也因为这若干次干旱而不得不东迁。因此，两族得以与东側的原住民陽昆賈賈拉人相融合。融合后的族群称自己为“阿南古”，此词最初只泛指人，但今亦暗指原住民，或更準確而言使用西澳沙漠语言的各民族。
南澳政府对由长老教会发起的安娜贝拉传教计划表示支持，以此来回应外部社会对阿南古人持续施加的压力。这项传教活动在马斯格雷夫山区进行，并将这里作为阿南古人的避風港。當时其他类似的传教活动会系统性地破坏原住民文化，但由查尔斯·杜古德爵士发起的安娜贝拉传教计划却未对原住民文化进行破坏，在当时是一项领先于时代的创举。
自1950年起，由于英国在马拉林加的核试验，许多阿南古人不得不迁离他们的家乡。随后，一些阿南古人受到核试爆产生的放射性沉降物污染，许多人因而喪生。这些人的悲劇对阿南古人在南澳取得地皮、物权和原住民所有权具有独一无二的意义。1981年3月19日，在原住民与政府以及矿业公司进行了四年的斗争运动和磋商后，政府通过了《皮詹賈賈拉土著土地物权法》，正式承认阿南古人对南澳西北部103000平方公里的土地享有不动产所有权。
《马拉林加賈鲁賈土著土地物权法，1984》（SA）承认马拉林加的賈鲁賈原住民对一片面积为80764平方公里的土地享有不动产所有权。随后，占地21357.8平方公里的馬蒙雅里保護區（Mamungari Conservation Park）在2004年正式移交给了马拉林加賈鲁賈原住民。